# Мадбули, Мустафа
Мустафа Кемаль Мадбули (араб. مصطفى مدبولي‎; род. 28 апреля 1966, Каир, Египет) — премьер-министр Египта с 14 июня 2018 года. Он был назначен президентом Абдель Фаттах Ас-Сиси и стал преемником Шерифа Исмаила после его отставки после переизбрания Сиси. Мадбули также служит в египетском правительстве в качестве министра жилищного строительства и городского коммунального хозяйства, а также временно служил исполняющим обязанности премьер-министра.

## Карьера
Мадбули окончил Каирский университет, Получив степень магистра и доктора философии от инженерного факультета в 1988 и 1997 годах, соответственно. С сентября 2009 по ноябрь 2011 года, Мадбули был председателем Главного управления градостроительства при министерстве жилищного строительства, Коммунальные услуги и городское развитие; он также был исполнительным директором Института обучения и градостроительства в Исследовательском центре жилищного строительства и строительства при министерстве жилищного строительства. С ноября 2012 по февраль 2014 года он был региональным директором арабских стран в рамках Программы Организации Объединённых Наций по населенным пунктам. В марте 2014 года он был назначен министром жилищного строительства под руководством премьер-министра Ибрагима Махляба, должность, которую он продолжал проводить после назначения Шерифа Исмаила в качестве премьер-министра в сентябре 2015 года. Во время пребывания в должности министра жилья, и «миллионов единиц жилья» проект приносил свои плоды, и был одним из основных национальных проектов, которые вступили в силу после вступления президента Сиси в должность, хотя проект был идеей бывшего министра жилищного строительства Мохамеда Фатхи аль-Барадеи. По политическим и социальным причинам, проект, который был предложен Баради в 2011 году, остановился во время мусульманского братства эпохи, и снова вступил в силу, когда Мадбули вступил в должность. В ноябре 2017 года, Мадбули был назначен временным премьер-министром после ухода Шерифа Исмаила в Германию для лечения.

## Премьер-министр Египта
На 7 июня 2018 года, Президент Сиси назначил Мадбули премьер-министром, преемником Шерифа Исмаила, который ушел в отставку после переизбрания Сиси на спорных президентских выборах. С 9 июня премьер-министр Мадбули перетасовал кабинет Египта, заменив восемь министров, включая министра по древностям Халед Аль-Анани, Министр людских ресурсов Мохамед Сафан, Министр ирригации Мохамед Абдель Аты, Министр здравоохранения Ахмед Эмаддин, Министр сельского хозяйства Абдель Моним аль-Банна, и министр высшего образования Халед Абдель Гаффаром. Также сообщалось, в тот же день, что египетский парламент согласился на его новый список кабинета министров. На 10 июня, было выяснено, что восемь женщин будут служить в своем кабинете, побив рекорд записи предыдущей администрации из шести. В последнем списке кандидатов на должности министров — Асем Эль-Газар — министр жилищного строительства; Хала Заид — министр здравоохранения; Ясмин Фуад как министр окружающей среды; Мохамед Эйсса в качестве министра рабочей силы; Амр Нассар — министр торговли и промышленности; Магди Або Эль-Эла в качестве министра юстиции, Хала Эль-Хатиб или Ашраф Собхи в качестве министра молодежи и спорта; Махмуд Шаарави в качестве государственного министра по вопросам местного развития; и Мохамед Моит как новый министр финансов. С 13 июня, было сообщено, что Мадбули выбрал от 13 до 16 заместителей министров и что 24 июня будет осуждён Мадбули и его правительство. Он также сохранит свою позицию в качестве министра жилья. Сообщалось, что правительство опубликует свое политическое заявление 23 июня. Но парламентский представитель Салах Хассабалла подтвердил эти сообщения неверными. На 23 июня, Хассабалла заявил, что, хотя в настоящее время нет даты представления политического заявления перед парламентом, он ожидал, что правительство Мадбули представит его на следующей неделе и что правительство не смогло своевременно подготовить его к запланированной дате.